# Eowa
Eowa, Eawa ou Eobba est un prince anglo-saxon de la première moitié du VIIe siècle.
Il appartient aux Iclingas, la famille royale de Mercie. Les généalogies royales anglo-saxonnes le présentent comme fils de Pybba, frère de Penda, et ancêtre des rois Æthelbald et Offa. Il pourrait avoir régné lui-même sur tout ou partie du royaume de Mercie.

## Biographie
Le nom d'Eowa figure dans les généalogies royales anglo-saxonnes réunies dans la Collection anglienne. Il y est présenté comme le fils de Pybba et le père d'Alwih et Osmod, qui sont respectivement le père d'Æthelbald (r. 716-757) et l'arrière-grand-père d'Offa (r. 757-796). Ces mêmes généalogies indiquent que Penda est lui aussi un fils de Pybba et donc le frère d'Eowa. Ces informations se retrouvent également dans les annales de la Chronique anglo-saxonne qui enregistrent les avènements d'Æthelbald et Offa.
Eowa n'est pas décrit comme roi dans les sources d'origine anglaise, mais la Historia Brittonum, texte d'origine galloise, affirme qu'il règne sur les Merciens jusqu'à sa mort à la « bataille de Maes Cogwy » (la bataille de Maserfield, le 5 août 642), après quoi Penda lui succède. On sait par ailleurs que Penda est roi avant 642, mais il est possible qu'Eowa ait exercé le pouvoir sous son autorité sur la région des marches galloises. Il est également possible qu'Eowa ait régné sur tout ou partie de la Mercie comme vassal d'Oswald de Northumbrie en opposition à Penda. Dans cette hypothèse, c'est aux côtés des Northumbriens qu'il se serait battu à Maserfield et non aux côtés de son frère,.